# Lush (álbum)
Lush es el primer álbum de estudio de la cantante estadounidense Snail Mail, publicado el 8 de junio de 2018 a través de Matador Records. El álbum fue precedido por el lanzamiento de tres sencillos: «Pristine», «Heat Wave» y «Let's Find an Out». 
El álbum fue nominado para Mejor Disco de Rock en los premios Libera de 2019.

## Lanzamiento y promoción
El primer sencillo del álbum fue «Pristine», el cual fue publicado el 18 de marzo de 2018. La canción fue acompañada por un video lírico, publicado el 21 de marzo de 2018, el cual presentaba a Lindsey Jordan cantando la canción rodeada de la letra y los efectos visuales basados en la portada de Lush. El sencillo recibiría críticas muy favorables de los críticos, y Patrick Mcdermott de The Fader lo calificó como una “obra maestra del indie rock”. Mike Katzif de NPR le dio a la canción una crítica muy positiva y escribió: “Rara vez podemos presenciar la progresión creativa que se desarrolla desde un potencial prodigioso hasta una visión completamente realizada tan rápidamente. Pero cuando miras a Snail Mail actuar en el escenario, o escuchas cómo una canción como «Pristine» puede relajarse poéticamente con tal valentía, está claro que Lush representa el comienzo para un músico con mucho que decir”. En junio de 2019, Lindsay Jordan y el productor Jake Aron volvieron a grabar «Pristine» en Simlish para Los Sims 4: Vida isleña.
«Heat Wave», el segundo sencillo del álbum, fue publicado el 26 de abril de 2018. El sencillo fue acompañado por un videoclip dirigido por Brandon Herman, el cual fue publicado el mismo día. El video presenta secuencias de Lindsey Jordan jugando al hockey sobre hielo en contraste con imágenes de ella interpretando la canción sola. «Heat Wave» fue bien recibida por la crítica, con Simon Vozick-Levinson de Rolling Stone escribiendo “La canción de Lindsey Jordan para un sueño de ojos verdes golpea tan rápido como un rayo o un enamoramiento de verano”.
«Let's Find an Out» fue lanzado el 16 de mayo de 2018 como el tercer y último sencillo de Lush. Si bien los dos primeros sencillos pueden considerarse canciones rápidas de indie rock con guitarras ruidosas y voces emocionales, «Let's Find an Out» es una canción mucho más delicada y tranquila en comparación. El sencillo también recibiría elogios generalizados. James Retting de Stereogum escribió en una reseña de la canción: “Se toca hábilmente, solo Jordan y un maravilloso tejido de guitarras entrelazadas, y transmite mucho en solo dos minutos. La canción se extiende a ambos lados de la línea entre la esperanza y la nostalgia; se habla de empezar de nuevo, pero la duda sobre la posibilidad flota en el aire”.

## Recepción de la crítica
En Metacritic, Lush obtuvo un puntaje promedio de 80 sobre 100, basado en 25 críticas, lo cual indica “críticas generalmente favorables”. Daisy Jones de Noisey describió el álbum como “envuelto en belleza y trascendencia también, cada canción es una instantánea vívida en el tiempo, con tristeza persistente entre todos los demás sentimientos complejos”. Robert Steiner de The Boston Globe expresó su entusiasmo por los proyectos futuros de Jordan, describiendo cómo "con Lush, lleno de momentos resonantes como estos, es emocionante pensar que Jordan solo está comenzando”. Ryan Dombal de Pitchfork también elogió el trabajo de Jordan, comparando el álbum con los trabajo de Liz Phair, Fiona Apple y Frank Ocean. Continuaría diciendo: “A lo largo del disco, cada línea tiene su propia historia. Cada voz se siente profundamente considerada y sentida, sin embargo, nada se ensaya demasiado. Ella sabe exactamente cuándo marcar y cuándo volver a marcar, cuándo completamente comprometerse con su anhelo y cuándo dar un paso atrás y negar con la cabeza”.
En una reseña positiva, The A.V. Club otorgó a Lush una A–, mientras también escribió: “La abrumadora monotonía de la existencia descrita en la música de Snail Mail significa que no todas las canciones de Lush son esenciales, pero cuando Jordan golpea, da en el blanco, con obras maestras mini-indie como «Pristine» y «Heat Wave» que inspirarán a otra generación de compositores.
Lush pasaría a ocupar el puesto 45 en Los 100 Mejores Álbumes de la Década de la revista Paste, el número 48 en Los 100 Mejores Álbumes de la Década de Stereogum, y el número 122 en Los 200 Mejores Álbumes de la Década de Pitchfork.
«Pristine» ocupó el puesto número 6 en Las 100 Mejores Canciones del Año de Pitchfork, el número 13 en Las 50 Mejores Canciones de 2018 de Rolling Stone, y el número 36 en Las 100 Mejores Canciones de 2018 de The Guardian.

### Galardones
| Publicación          | Lista                          | Posición | Ref.   |
| -------------------- | ------------------------------ | -------- | ------ |
| Billboard            | The Best Albums of 2018        | 25       | [ 34 ] |
| Consequence of Sound | Top 50 Albums of 2018          | 22       | [ 35 ] |
| Entertainment Weekly | The 20 Albums of 2018          | 13       | [ 36 ] |
| Fopp                 | The Best Albums of 2018        | 91       | [ 37 ] |
| NBHAP                | NBHAP’s 50 Best Albums of 2018 | 14       | [ 38 ] |
| NPR                  | The 50 Best Albums of 2018     | 49       | [ 39 ] |
| Noisey               | The 100 Best Albums of 2018    | 4        | [ 40 ] |
| Paste                | The 50 Best Albums of 2018     | 5        | [ 41 ] |
| Pitchfork            | The 50 Best Albums of 2018     | 5        | [ 42 ] |
| The Skinny           | Top 50 Albums of 2018          | 35       | [ 43 ] |
| Stereogum            | The 50 Best Albums of 2018     | 2        | [ 44 ] |
| Uproxx               | The 50 Best Albums of 2018     | 5        | [ 45 ] |

## Lista de canciones
Todas las canciones escritas y compuestas por Lindsey Jordan. 
| Lista de canciones de Lush |                     |          |  |
| N.º                        | Título              | Duración |  |
| 1.                         | «Intro»             | 1:12     |  |
| 2.                         | «Pristine»          | 4:55     |  |
| 3.                         | «Speaking Terms»    | 3:53     |  |
| 4.                         | «Heat Wave»         | 5:08     |  |
| 5.                         | «Stick»             | 5:13     |  |
| 6.                         | «Let's Find an Out» | 2:13     |  |
| 7.                         | «Golden Dream»      | 3:27     |  |
| 8.                         | «Full Control»      | 2:55     |  |
| 9.                         | «Deep Sea»          | 4:42     |  |
| 10.                        | «Anytime»           | 4:38     |  |

## Créditos
Créditos adaptados desde las notas del álbum.
Banda
- Lindsey Jordan – voz principal y coros, guitarra
- Ray Brown – batería
- Alex Bass – bajo eléctrico

Personal técnico
- Jake Aron – productor, mezclas, ingeniero de audio
- Jonathan Schenke – ingeniero de audio
- Joe LaPorta – masterización
- Lucas Carpenter – ingeniero asistente

Músicos adicionales
- James Richardson – trompa (9)
- Sam Ubl – percusión (3–5, 8)
- Jake Aron – piano, órgano, guitarra, percusión

Diseño
- Michael Lavine – fotografía
- Mike Zimmerman – diseño de portada

## Posicionamiento
| Gráficas (2018)                                   | Pico de posición |
| ------------------------------------------------- | ---------------- |
| Nueva Zelanda (Recorded Music NZ)                 | 10               |
| Reino Unido (UK Digital Albums)                   | 91               |
| Reino Unido (UK Independent Albums)               | 20               |
| Estados Unidos (Heatseekers Albums)               | 2                |
| Estados Unidos (Billboard Independent Albums)     | 11               |
| Estados Unidos (Billboard Top Alternative Albums) | 20               |
| Estados Unidos (Billboard Top Albums Sales)       | 42               |
| Estados Unidos (Billboard Top Rock Albums)        | 43               |
| Estados Unidos (Billboard Top Tastemaker Albums)  | 9                |